# Anna Maria Freixes i Badia
Anna Maria Freixes i Badia (Mollerusa, 17 de enero de 1925 -11 de julio de 2019) fue una escritora española

## Trayectoria
Estudió el bachillerato siendo ya adulta y más tarde realizó unos cursos de psicología en el Instituto Vidal y Barraquer. Durante veinticuatro años trabajó en una farmacia, mantaniendo en todo momento su vocación literaria. Colaboró en el suplemento El Pla-La Comarca del diario Segre de Lérida y en otros medios locales.
Algunos de sus libros se enmarcan en lo que se conoce como «literatura memorialística»: Páginas abiertas (2003), que es «una recopilación de prosas intimistas y vivenciales»; A mi medida, que reúne artículos publicados en el diario Segre y en la revista Sarrià de Barcelona, y Páginas al vuelo, la última recopilación de artículos, publicado en 2012. Su último libro fue la novela Dentro de la niebla (2014), narración intimista que alguien ha definido como una «oda a la soledad» con reflexiones filosóficas camufladas en la trama de la obra.

## Legado y reconocimientos
Anna Maria Freixes y su hermano Antonio donaron varios inmuebles al Ayuntamiento de Mollerusa. En uno de los edificios donados, situado en la avenida de la Generalitat, el Ayuntamiento estableció un centro sociocultural que lleva el nombre de Hermanos Freixes Badia. En 2017 se realizaron obras de remodelación y adaptación a los nuevos usos. Entre otros, tienen su sede la Agrupació Escolta Cal-Met y Albada, asociación de mujeres del Pla de l'Urgell.
El alcalde de Mollerussa Marc Solsona Aixalà entregó a Anna Maria Freixes y a su hermano Antonio una placa como homenaje de la ciudad a su generosidad hacia la ciudad.  

## Obras publicadas
- Pàgines obertes. Lérida: Pagès. 2003. ISBN 8497790790.[11]
- A la meva mesura. Lérida: A.M. Freixes. 2007.[12]
- Pàgines al vol. Lérida: Pagès Editors. 2012. ISBN 9788499752228.[13]
- Dins la boira. Lérida. 2014. ISBN 9788499754895.[14]